# Paul Hebbelynck
Paul Hebbelynck (Gent, 13 november 1905 – aldaar, 9 mei 2008) was een Belgisch ingenieur en textielindustrieel.
Hebbelynck kwam uit een oude Gentse familie die bevriend was met Lieven Bauwens. Deze familie stichtte aan het einde van de achttiende eeuw de spinnerij Desmet-Guesquier, in het pand waar nu het Museum voor Industriële Archeologie en Textiel gevestigd is. Het was een van de eerste mechanische spinnerijen.
Hebbelynck studeerde in 1927 met onderscheiding af als burgerlijk werktuigkundig ingenieur aan de Rijksuniversiteit Gent.
Na de Eerste Wereldoorlog richtte zijn vader Adolphe samen met banken en verschillende textielproducenten zoals baron Emile-Jean Braun en graaf Jean de Hemptinne de Union Cottonière op. Later heette deze de UCO. Na diens overlijden volgde Paul zijn vader op als bestuurder-directeur van de UCO. Hij bouwde textielfabrieken in Brugge en in Gent. Ook introduceerde hij het denim in België. Hebbelynk was tot aan zijn overlijden ere-ondervoorzitter van de UCO.
Naast Hebbelynck zelf was zijn vader ook ingenieur en volgden zijn zoon en drie van zijn kleinkinderen dezelfde opleiding. Op 22 februari 2008 vierde de alumnivereniging van de Gentse faculteit Ingenieurswetenschappen (AIG) het 80-jarige diploma van Hebbelynck. Met 101 jaar was hij de oudste ingenieur van België..
Zijn maternele grootvader was Adolphe Hoste.